# Oshawa
Oshawa es una ciudad localizada en la provincia canadiense de Ontario. La ciudad fue fundada en 1842, e incorporada el 8 de marzo de 1924. Es la mayor comunidad de la Municipalidad Regional de Durham. Sin embargo se la considera habitualmente parte de la región metropolitana de Toronto, Oshawa es el centro de una región metropolitana aparte de esta ciudad, que tiene 296 298 habitantes.

## Galería

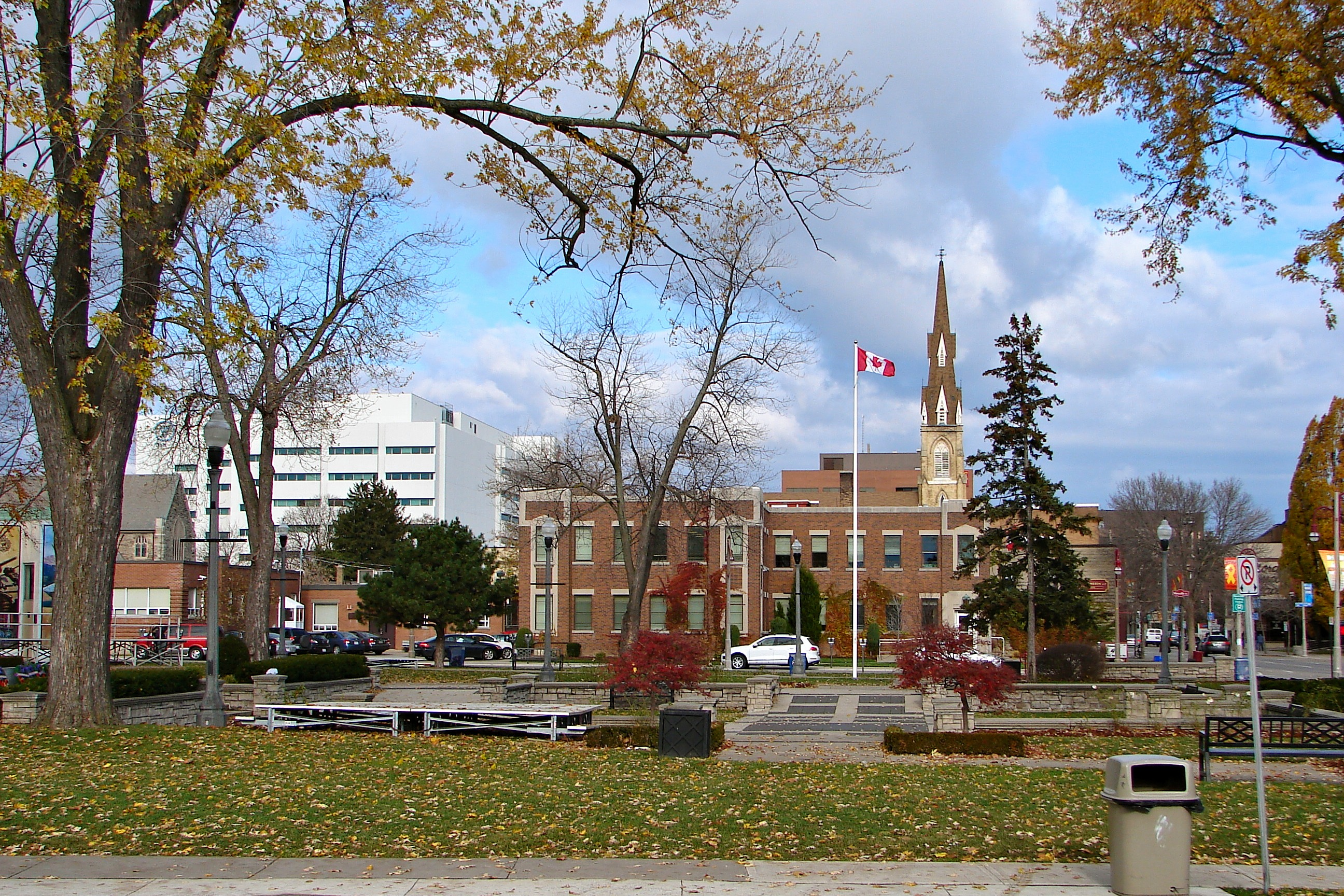
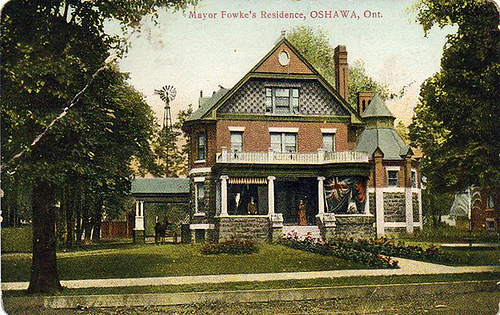
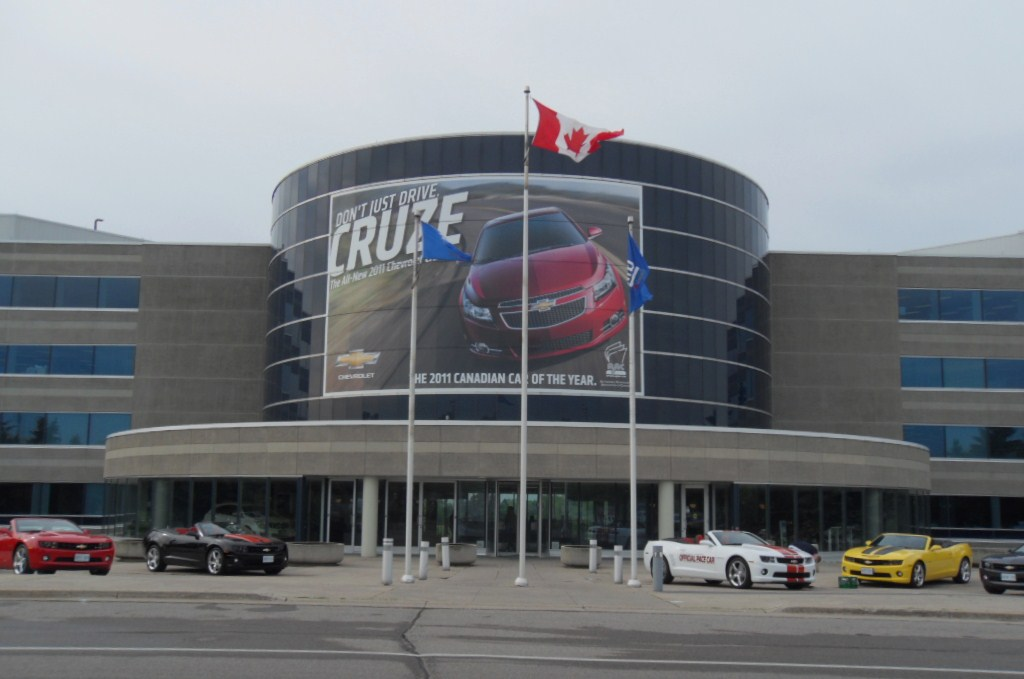
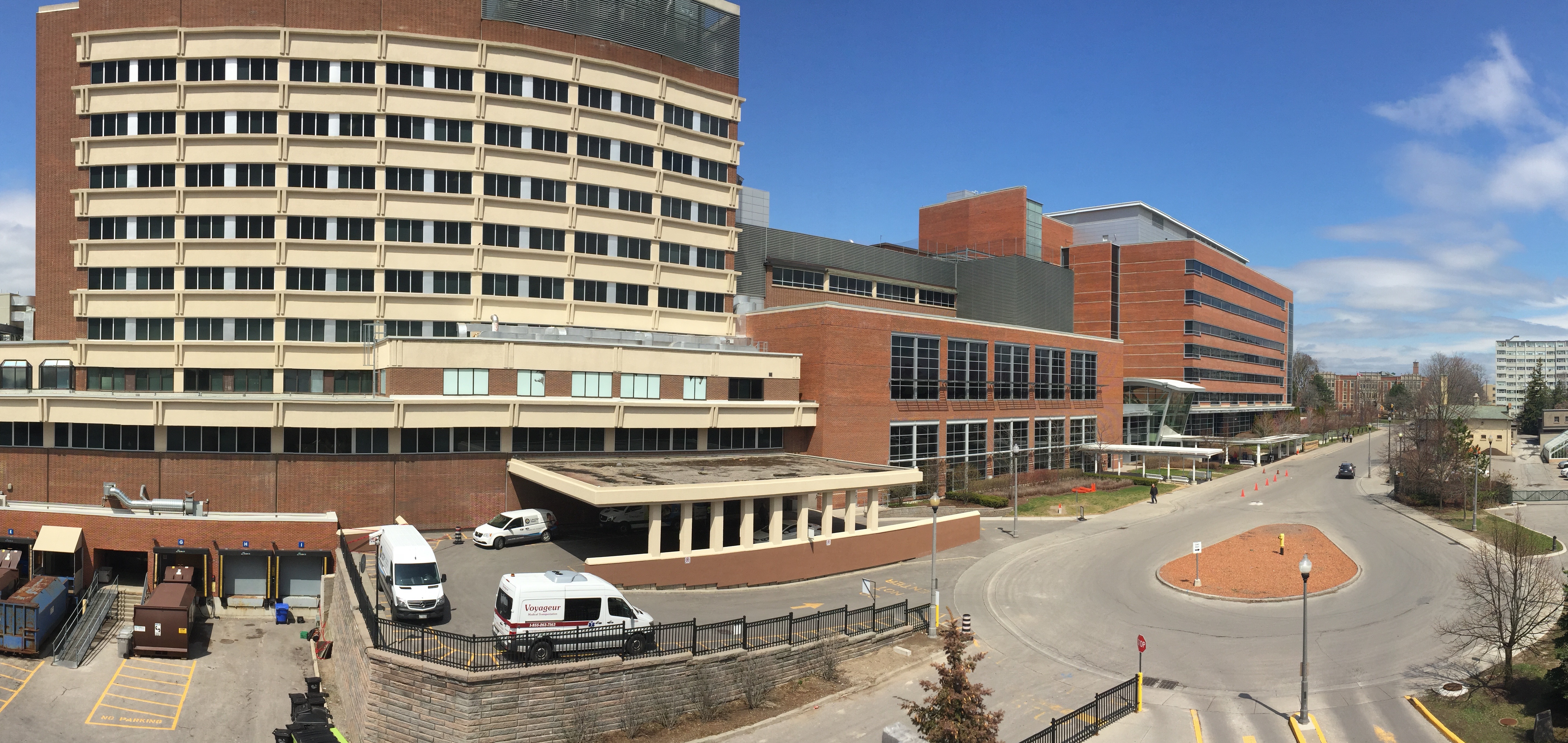

## Personalidades ilustres
- Joe Nieuwendyk, jugador de hockey.
- A. J. Cook, actriz.
- Donald Jackson, patinador artístico.
- Lennon y Maisy Stella, cantantes.
- Albert W. Tucker, matemático.
- Eric Osborne, actor.
- Daniel Caesar, cantante.[1]

## Clima
| Parámetros climáticos promedio de Oshawa (Canadá) | Parámetros climáticos promedio de Oshawa (Canadá) | Parámetros climáticos promedio de Oshawa (Canadá) | Parámetros climáticos promedio de Oshawa (Canadá) | Parámetros climáticos promedio de Oshawa (Canadá) | Parámetros climáticos promedio de Oshawa (Canadá) | Parámetros climáticos promedio de Oshawa (Canadá) | Parámetros climáticos promedio de Oshawa (Canadá) | Parámetros climáticos promedio de Oshawa (Canadá) | Parámetros climáticos promedio de Oshawa (Canadá) | Parámetros climáticos promedio de Oshawa (Canadá) | Parámetros climáticos promedio de Oshawa (Canadá) | Parámetros climáticos promedio de Oshawa (Canadá) | Parámetros climáticos promedio de Oshawa (Canadá) |
| Mes                                               | Ene.                                              | Feb.                                              | Mar.                                              | Abr.                                              | May.                                              | Jun.                                              | Jul.                                              | Ago.                                              | Sep.                                              | Oct.                                              | Nov.                                              | Dic.                                              | Anual                                             |
| ------------------------------------------------- | ------------------------------------------------- | ------------------------------------------------- | ------------------------------------------------- | ------------------------------------------------- | ------------------------------------------------- | ------------------------------------------------- | ------------------------------------------------- | ------------------------------------------------- | ------------------------------------------------- | ------------------------------------------------- | ------------------------------------------------- | ------------------------------------------------- | ------------------------------------------------- |
| Temp. máx. media (°C)                             | 3.1                                               | 3.5                                               | 7.5                                               | 12.1                                              | 16.1                                              | 19.0                                              | 22.0                                              | 21.8                                              | 18.1                                              | 13.5                                              | 9.5                                               | 5.0                                               | 12.6                                              |
| Temp. media (°C)                                  | 0.1                                               | 0.6                                               | 4.1                                               | 9.5                                               | 14.0                                              | 16.1                                              | 18.1                                              | 19.0                                              | 13.5                                              | 9.1                                               | 5.1                                               | 1.6                                               | 9.2                                               |
| Temp. mín. media (°C)                             | -3.5                                              | -3.0                                              | 0.6                                               | 3.8                                               | 7.5                                               | 11.5                                              | 12.1                                              | 14.0                                              | 9.8                                               | 3.5                                               | 0.1                                               | -2.5                                              | 4.5                                               |
| Precipitación total (mm)                          | 81                                                | 75                                                | 69                                                | 50                                                | 44                                                | 66                                                | 89                                                | 86                                                | 80                                                | 77                                                | 74                                                | 79                                                | 870                                               |
| Días de precipitaciones (≥ 0.1 mm)                | 19                                                | 16                                                | 12                                                | 9                                                 | 6                                                 | 9                                                 | 13                                                | 12                                                | 11                                                | 8                                                 | 9                                                 | 15                                                | 139                                               |
| Horas de sol                                      | 59                                                | 70                                                | 122                                               | 190                                               | 200                                               | 216                                               | 220                                               | 199                                               | 175                                               | 117                                               | 90                                                | 66                                                | 1724                                              |
| [cita requerida]                                  |                                                   |                                                   |                                                   |                                                   |                                                   |                                                   |                                                   |                                                   |                                                   |                                                   |                                                   |                                                   |                                                   |

## Ciudades vecinas
|               | Norte: Scugog     |                  |
| Oeste: Whitby |                   | Este: Clarington |
|               | Sur: Lago Ontario |                  |